# آبدارلار
آبدارلار یکی از روستاهای استان آذربایجان شرقی است که در دهستان چاراویماق جنوب غربی بخش مرکزی شهرستان چاراویماق واقع شده‌است.این روستا ۷۳ نفر جمعیت دارد.